# 562
Cette page concerne l'année 562  du calendrier julien. Pour l'année 562 av. J.-C., voir 562 av. J.-C.
L'année 562 est une année commune qui commence un dimanche.

## Événements
- Avril[1] : raid des Koutrigours en Thrace[2].
- 1er mai : guerre entre les cités maya rivales de Tikal et de Caracol[3]. Tikal est défaite par Caracol, allié avec Calakmul.
- 25 novembre : complot contre Justinien[1]. Bélisaire est impliqué, semble-t-il malgré lui, puis réhabilité le 19 juillet 563. Cependant il ne retrouve plus jusqu’à sa mort de commandement important[4].
- 24 décembre : l’empereur byzantin Justinien assiste à la nouvelle consécration de la grande église de Sainte-Sophie après la restauration de son dôme[1].

- Le royaume de Silla annexe le reste du Mimana, en Corée. De nombreux habitants se réfugient au Japon[5].
- Arrivée des Avars sur le bas-Danube[2]. Ils envoient une nouvelle ambassade à Justinien pour demander des terres au Sud du fleuve (Dobroudja) ; l’empereur leur propose d’occuper le territoire des Hérules, en Pannonie seconde, mais ils ne bougent pas[1].
- Le roi Sigebert met en déroute une armée d’Avars qui pillaient la Thuringe. Les Avars refluent vers la mer Noire[6].

## Naissances en 562
- Daochuo, moine bouddhiste chinois[réf. nécessaire].